# King Size
Кінґ Сайз, King Size — український рок-гурт. Заснований 1994 року Степаном Чумаком у Луцьку.

## Історія
Заснований у 1994 році в м. Луцьку. Перший склад:
- Степан Чумак — гітара, спів
- Юрій Братасюк — бас-гітара
- Валерій Сивий — барабани
- Олег Дмитрук — вокал

Всі музиканти грали у різних українських групах початку 90-х, у складі яких в свій час брали участь майже у всіх, відомих в той час західно-українських фестивалях, де здобували, крім різних нагород, досвід, і піднімали свою майстерність. Найбільша перемога — перша премія на всеукраїнському телевізійному фестивалі «Мелодія-96», фінал якого відбувався на Різдво 1996 року у Львівській опері.
Пісня, яка перемогла, називалась «Добро і зло», в тому ж році група записала на луцькій студії «Олекса» альбом з однойменною назвою «Добро і зло», який, на жаль, не вийшов. Ситуація, яка склалась у вітчизняному «шоу-бізнесі» не давала групі можливості реалізувати себе і щоб не робити шторм у «кориті з водою» музиканти, поважаючи себе і публіку, вирішили не маючи можливості змінити, не брати в ній участі і спокійно «осісти» в своєму рідному місті.
Склад групи за 10 років життя майже не змінився. В 2000 році групу покинув вокаліст Олег Дмитрук, основний вокал перейшов до гітариста Степана Чумака, після чого кілька років гурт існував як тріо. Познайомившись в 2003 році під час студійної сесії з талановитим гітаристом з Сімферополя Олександром Басовим, відомим по студійній роботі студії «Кіммерія» (м. Сімферополь), де Саша переграв і переписав купу різноманітного музичного матеріалу (також студія «Паларіс» групи «Зурбаган») «King Size» знову стали квартетом. У 2008 році ударником команди став Володимир Лопушанський, а 2010 року до гурту приєднався гітарист Павло Завада.

## Сьогодення
Сьогодні музиканти «осіли» і пивному клубі «Майдан».
Група часто грає за кордоном, в сусідній Польській республіці, де має теплий прийом. Склад групи за 10 років життя майже не змінився. В 2000 році групу покинув вокаліст Олег Дмитрук, основний вокал перейшов до гітариста Степана Чумака, після чого кілька років група існувала, як тріо, але познайомившись в 2003 році під час студійної сесії з талановитим гітаристом з Сімферополя Олександром Басовим, відомим по студійній роботі студії «Кіммерія» м. Сімферополь, де Саша переграв і переписав купу різноманітного музичного матеріалу, також студія «Паларіс» групи «Зурбаган».
Група «King Size» знову стала квартетом. Крім роботи в «King Size», лідер групи працює гітаристом в групі відомого в Україні і за її межами співака Олександра Пономарьова.
На даний момент група планує запис альбому, матеріал для якого вже давно готовий. На жаль, аудіо матеріал на даному сайті не відображає музики групи в даний момент, а є лише частинкою довгого, 10-ти річного, творчого шляху музикантів і щоб відчути в повній мірі звук і майстерність музикантів порада слухачам: відвідати пивний клуб «Майдан», що в місті Луцьку, на Волині. Але надіємось, що найближчим часом коло прихильників цієї самобутньої і стильної української групи буде розширятись. В зв'язку з планами випустити новий альбом музиканти думають про зміну назви на більш національну. Коли це станеться, про це буде повідомлено на даному сайті.
Музиканти шукають зацікавлених партнерів до співпраці, стосовно продюсування, маркетингу і контракту з видавничими фірмами, а також надають студійні (сесійні) і концертні послуги (можна співпрацювати з відомим вокалістами, які шукають групу для супроводу).
Перший альбом ми записали ще у 1996 році, але тоді раптово змінився склад гурту, і ми не змогли його видати. Потім у кожного траплялись якісь життєві негаразди, було не до альбомів. Тепер усе налагодилось, і ми нарешті взялися до омріяної студійної роботи.
На сьогодні «King Size» це — Юрій Братасюк, що грає на бас-гітарі з моменту заснування гурту, Степан Чумак — незмінний лідер, автор музики й текстів, соло-гітара, вокал та барабанник Володимир Лопушанський.
Нову програму і новий альбом робимо такими, щоб подобались дівчатам. Це, звісно, жарт, але буде багато балад, лірики. Хоча, кілька потужних речей у звичному гард-роковому стилі «King Size» теж матимуть місце. Справа у тому, що можливості сучасних студій дозволяють музикантам збагатити звучання пісні, ускладнити її різними інструментами. І не хочеться припуститися помилки, яка сталася з нами при записі першої платівки. Тоді було всього багато, воно все так гарно звучало… Та коли довелося грати наживо — у піснях траплялися пустоти, тому що не було інструментів, які могли їх заповнити. Зараз ми усе мінімізували. Намагаємося записувати матеріал так, аби його максимально наближено до оригіналу можна було виконувати наживо.

## Склад гурту
- Степан Чумак — вокал, соло-гітара;
- Юрій Братасюк — бас-гітара;
- Павло Завада — стіл-гітара;
- Володимир Лопушанський — ударні;
- Олександр Басов — гітара.

## Колишні учасники
- Олег Дмитрук — вокал;
- Валерій Сивий — ударні.
- Віктор Демидович— вокал

## Дискографія
- Добро і зло (1996)
- Пісня «Залізна леді» (музична збірка «Світло й тінь», Галаs Muzic Factory, 1997), автор — Володимир Івасюк.